# منتخب السنغال لكرة القدم للسيدات
منتخب السنغال الوطني لكرة القدم للسيدات (بالفرنسية: Équipe du Sénégal féminine de football)‏ هو ممثل السنغال الرسمي في المنافسات الدولية في كرة القدم للسيدات، يديريه اتحاد السنغال لكرة القدم.